# Ужас Данвича
«У́жас Да́нвича» (англ. The Dunwich Horror), в других переводах «Данвичский ужас», «Данвичский кошмар», «Ужас в Данвиче» — рассказ Говарда Филлипса Лавкрафта, написанный в 1928 году. Впервые опубликован в апрельском выпуске журнала Weird Tales в 1929 году. События происходят в Данвиче, вымышленном городе штата Массачусетс. «Ужас Данвича» относится к циклу «Мифы Ктулху».

## Сюжет
Свернув на развилке дорог Эйлсбери (англ. Aylesbury pike) и Динз-Корнерс (англ. Dean’s Corners) вы попадаете в пустынный край. Там, в верховьях реки Мискатоник, под склоном Круглой горы (англ. Round Mountain), укрывается Данвич (штат Массачусетс). Все указатели, где отмечен Данвич, убрали, поскольку у него плохая репутация. В городе ходят легенды о служителях Сатаны, ведьминой крови и странных лесных обитателях. Козодои по местным поверьям являются проводниками в мир мёртвых. Жители захолустного уголка прошли по пути регресса и в результате близких кровных связей образовали свою собственную расу. Данвич древнее любого поселения в области: его первые постройки возведены в 1692 году, когда тут жили Покумтуки. Древнейшим сооружением являются кольца каменных колонн на вершине Сторожевого Холма (англ. Sentinel Hill).
В ночь на 2 февраля 1913 года в доме Старого Уэйтли, Лавиния, его дочь, родила Уилбура. Старый Уэйтли сказал жителям Данвич-Вилледж, что у ребёнка нет отца и он не похож на остальных, но однажды он прокричит имя отца с вершины Сторожевого холма. После скот на ферме Уэйтли начал умирать от странных язв и они стали закупать крупные партии скота. Мальчик феноменально быстро рос и в 10 лет выглядел взрослым. Он носил одежду полностью закрывающую тело, а собаки гнались за ним из-за нечеловеческого зловония, исходящего от него. Старый Уэйтли проводил ритуалы вместе Уилбуром, когда из-под земли доносились раскаты грома, странным образом совпадающие со вспышками пламени на холме. К их семье росла неприязнь.
Старый Уэйтли прятал на ферме некое существо, которое год за годом вырастает до чудовищных размеров и для этого он расширил изнутри дом, а окна второго этажа забили досками. Вблизи их дома был слышен топот копыт и треск из-под земли. Люди замечают тенденцию к исчезновению крупного рогатого скота. Старики вспомнили легенды о существах из-под земли и жертвоприношении языческим богам. В Данвич пришли волки из Холодного Висельного Ущелья (англ. Cold Spring Glen). В 1924 году Старый Уэйтли умирает, приказав внуку исполнить одно редкое заклинание и кормить некое существо, и следить за его размерами. Лавиния начинает бояться сына, а затем бесследно исчезает.
В 1928 году Уилбур отправляется Мискатоникский университет в Аркхеме, чтобы найти нужное ему заклинание из «Некрономикона» — библиотека Мискатоника — одна из немногих в мире, где хранится оригинал книги. Библиотекарь, Генри Армитаж, заподозрив в нём неладное, отказывается выдать книгу и отправляет предупреждение в другие библиотеки. Уилбур, так и не сумев добыть книгу, проникает ночью в библиотеку, но сторожевой пёс перегрызает ему горло. Профессора прибывают на место происшествия и видят вместо Уилбура гигантское чудовище, которое стремительно разлагается в похожей на деготь массе.
Верхняя часть тела была наполовину антропоморфной: грудная клетка имела кожный покров, сходный с панцирем аллигатора или крокодила. Спина была разукрашена чёрно-жёлтыми узорчатыми разводами — как у змей. Нижняя часть тела была покрыта шкурой и густой чёрной шерстью, а из брюшины произрастало десятка два причудливо изогнутых зеленовато-серых щупальцев с красными присосками. На бёдрах, в глубоко посаженных и обрамлённых розоватыми ресничками орбитах, находились рудиментарные глаза, а рядом с хоботообразным хвостом в пурпурных кольцевых отметках располагалось нечто вроде недоразвитой пасти. Ноги были как у доисторических ящеров. При дыхании существа окраска его хвоста и щупальцев ритмично меняла цвет. Перед смертью оно изрекло: «Н’гай, н’гха-гхаа, багг-шоггог, й’хах; Йог-Сотот…». 

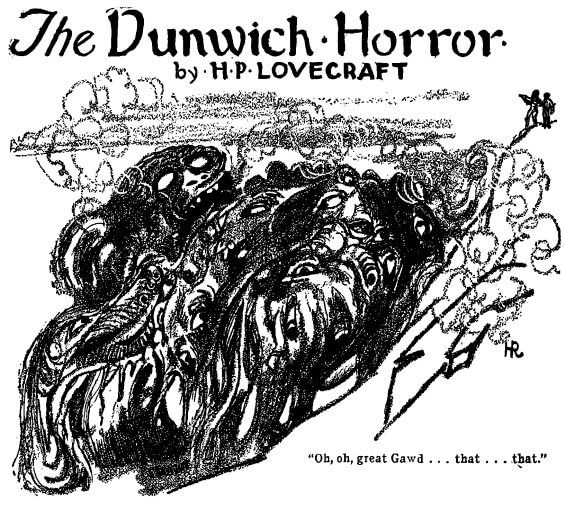
Титульная страница рассказа в «Weird Tales», апрель 1929 год. Рисунок Хью Рэнкина

Все эти события были лишь предысторией Данвичского ужаса. За это время невидимое существо заняло всю внутреннюю часть фермы и вырвалось наружу. Монстр, неистовствует по Данвичу, прокладывая путь через поля, деревья и овраги, и оставляя огромные следы размером со стволы деревьев. 10 сентября 1928 года оно напало на ферму Бишопов, вблизи Дьявола пастбища (англ. Devil’s Hop Yard). Началась первая волна паники: фермеры забаррикадировались в домах и постоянно звонили соседям. Тварь похищает Фраев и терроризирует Данвич в течение нескольких дней, убив полицейских.

Тем временем, Армитаж изучил символы Древних из дневника Уилбура. В них говорилось об открытии дверей для древней расы из Иного измерения, которая уничтожит человечество. Армитаж создаёт волшебный порошок, способный остановить невидимую тварь. Вместе с Морганом и Райсом они приехали в Данвич. Началась вторая волна паники. Ночью молния ударила в ущелье — и существо вновь вышло на охоту. Учёные застают существо на вершине Сторожевого холма. Райс опрыскивает тварь порошком, что делает его видимым:
«Больше амбара… весь из каких-то витых канатов… весь в форме куриного яйца… огромный… ног десять, не меньше… как свиные головы, и закрываются при шаге… жидкий как кисель… на них огромные выпученные глаза… вокруг них десять или двенадцать ртов, величиной с газовую плиту… серые, с кольцами, не то синими, не то лиловыми… Это был осьминог, сороконог, паук или что-то вроде него, но сверху его было огромное получеловечье лицо колдуна Уэйтли…» 
Чудовище размером с сарай бормочет на внеземном языке и взывает к своему отцу Йог-Сототу перед тем, как учёные произносят заклинание, которое уничтожает его, оставив после себя огромный выжженный участок. В конце раскрывается его инопланетная природа, чуждая для нашего мира, ибо оно пришло не отсюда.

## Персонажи

### Уилбур Уэйтли
- Уилбур Уэйтли (англ. Wilbur Whateley) — родился 2 февраля 1913 года, на Сретение. Мальчик феноменально быстро рос, в 7 месяцев начал ходить, а в 11 — разговаривать. Всегда был застёгнут на все пуговицы, и малейший беспорядок в одежде наполняли его гневом и тревогой. Местные называли его «Чёрным ублюдком Лавинии». Что-то козлиное или звериное было в его толстых губах, желтоватой пористой коже, грубых курчавых волосах и причудливо удлинённых ушах. В возрасте 10 лет он достиг вида зрелого мужчины. Однажды Уилбура видели на вершине холма, одетого в темные штанишки с бахромой — это черты фавна. Еще через 10 лет Уилбур достиг роста гиганта и пугал окружающих горилоподобной фигурой. Унаследовал от матери и деда отсутствие подбородка, а прямой нос, вкупе, с выражением больших, тёмных, латинского типа глаз придавал ему облик взрослого человека со сверхъестественным интеллектом. Использовал в речи идиомы и говорил с необычной интонацией, что было связано с теми внутренними органами, которые отвечали за формирование звуков в его противоестественном теле.

### Лавиния Уэйтли
- Лавиния Уэйтли (англ. Lavinia Whateley) — дочь старого Уэйтли, внешне не привлекательная, уродливая альбиноска, 35 лет. После посещения ритуалов на холме, магическим образом родила сына, возможно, наделенного колдовской силой. Гордилась сыном, внешность которого ничем не напоминала её болезненное лицо альбиноски с красными глазами. Говорила странные пророчества про необыкновенные возможности сына. Никогда не ходила в школу и была одиноким созданием. Часто, во время грозы, она бродила по холмам и пыталась читать огромные тома книг, которые достались ей по наследству. Когда ей было 12 лет, её мать умерла таинственной смертью. Предавалась грёзам и необычным занятиям. Вероятно, её убил её же сын. Некоторые черты Лавинии похожи на персонажа Элен Воген из повести «Великий бог Пан» Артура Мэкена.

### Старый Уэйтли
- Старый Уэйтли (англ. Old Whateley) — колдун из старинного рода, его предки приехали из Салема в 1692 году. Унаследовал от них книги. Расплачивался старинными золотыми монетами. Проводил ритуалы, смог призвать Йог-Сотота. Обучил внука тайным заклинаниям и поведал о том как контролировать рост брата-близнеца.

### Генри Армитедж
- Генри Армитедж (англ. Henry Armitage) — мистик, библиотекарь Мискатоникского университета в Аркхеме, корреспондент Академии Мискатоника. В молодости окончил Мискатоник в 1881 году и получил докторскую степень в Принстонском университете и степень доктора наук в Университете Джонса Хопкинса. Очень эрудирован, обладает познаниями в разных областях науки, в том числе оккультных и колдовских знаниях. Почувствовал и распознал в Уилбуре частицу злого существа. Ему снились видения, которые доступны лишь сновидцам.

### Уоррен Райс
- Уоррен Райс (англ. Warren Rice) — профессор классических языков в Мискатоническом университете. Его называли «коренастым» и «железно-серым». Персонаж по фамилии Райс упоминается в рассказе «Цвет из иных миров».

### Фрэнсис Морган
- Фрэнсис Морган (англ. Francis Morgan) — профессор медицины и сравнительной анатомии (или археологии) в Мискатоникском университете в Аркхеме. Худой и молодой. В книге Фрица Лейбера «К Аркхему и звездам» 1966 года описан как «единственный выживший из храброго трио, убившего Данвичский ужас». Согласно Лейберу, «исследования Моргана в области мескалина и ЛСД» дали «умные антигаллюциногены», которые сыграли важную роль в лечении психического заболевания Данфорта.

### Зебулон Уэйтли
- Зебулон Уэйтли (англ. Old Zebulon Whateley) — происходил из ветви Уэйтли, которая занимала промежуточную стадию между нормальностью и вырождением. В его семье были крепкие традиции, поэтому он знал о песнопениях и ритуалах внутри каменных колец на холме.

### Второстепенные персонажи
- Миссис Уэйтли (англ. Mrs. Whateley) — мать Лавинии, которая умерла, якобы, насильственной смертью, когда ее дочери было 12 лет.
- Захариа Уэйтли (англ. Zechariah Whateley) — дальний родственник из ветви семьи «не затронутой деградацией».
- Сойер Уэйтли (англ. Sawyer Whateley) — сквайр, председатель местной призывной комиссии.
- Кёртис Уэйтли (англ. Curtis Whateley) — сын Захарии Уэйтли.
- Эрл Сойер (англ. Earl Sawyer) — фермер, муж Мамочки Бишоп. Продавал скот семье Уэйтли.
- Салли Сойер (англ. Sally Sawyer) — экономка Сета Бишопа.
- Чонси Сойер (англ. Chauncey Sawyer) — сын Салли.
- Мамочка Бишоп (англ. Mamie Bishop) — жена Эрла Соера.
- Сайлас Бишоп (англ. Silas Bishop) — фермер, из числа относительно благополучных Бишопов.
- Сет Бишоп (англ. Seth Bishop) — фермер.
- Джо Осборн (англ. Joe Osborn) — владелец магазина, который располагается в здании старой церкви.
- Эбиджа Ходли (англ. Reverend Abijah Hoadley) — преподобный в церкви Данвича, который произнес речь о связи жителей Данвича с нечистой силой, и вскоре исчез.
- Доктор Хогтон (англ. Dr. Houghton) — доктор в Элсбери, который присутствовал при смерти Старого Уэйтли.
- Лютер Браун (англ. Luther Brown) — работник с фермы Джорджа Кори.
- Джорджа Кори (англ. George Corey) — фермер, жил между Холодным Весенним Ущельем и деревней.
- Элмер Фрай (англ. Elmer Frye) — фермер, который жил в доме с женой и двумя детьми. Их дом был разрушен монстром.
- Селина Фрай (англ. Selina Frye) — жена Элмера.
- Элам Хатчинсон (англ. Elam Hutchin) — фермер.
- Доктор Хартвелл (англ. Dr. Hartwell) — доктор в Мискантоникском университете.
- Фред Фарр (англ. Fred Farr) — фермер.
- Сэм Хатчинс (англ. Sam Hutchins) — фермер.
- Вилл Хатчинс (англ. Will Hutchins) — фермер.
- Генри Уилер (англ. Henry Wheeler) — фермер.

## Вдохновение
Само название Данвич, возможно, взято из «Террора» уэльского писателя ужасов Артура Мэкена, где это название относится к английскому городу, описываемому как «чёрное облако с искрами огня в нём». Основными литературными источниками вдохновения Лавкрафта для рассказа «Ужас Данвича» являются произведения Мэкена, в частности «Великий бог Пан» (который упоминается в тексте «Ужас Данвича») и «Роман чёрной печати». Оба рассказа Мэкена описывают людей испытывающих смертельные муки, потому что они являются только наполовину людьми. По словам Роберта Прайса, «Ужас Данвича» во всех смыслах — дань уважения Мэкену и даже его подделка. Сцена смерти невидимого существа похожа на Джерваса Крэдока из того же «Романа чёрной печати»: «Что-то выпало из тела на пол и вытянулось, скользкое, колеблющееся щупальце». В рассказе «Зов Ктулху» Лавкрафт впервые описывает существо с чертами осьминога.
Другой предполагаемый источник — «Вещь в лесу», автор Марджери Уильямс, где два брата жили в лесу, один из них был «не совсем человек», а второй «менее человечен, чем первый».
В истории Амброза Бирса «Проклятая вещь» также говорится о монстре, который невидим для человеческого глаза.
Лавкрафт подчеркнул нечто из рассказа Энтони М. Руда «Слизь» (вышедшем в «Weird Tales» в марте 1923 года), в котором рассказывается о монстре, которого тайно держат и кормят в доме, из которого он впоследствии вырывается и все вокруг разрушает.
Следы брата Уилбура похожи на рассказ «Вендиго» Алджернона Блэквуда, который был одной из любимых страшных историй Лавкрафта.
Роберт Прайс отмечал, что Уилбур Уэйтли в некой степени является автобиографическим персонажем Лавкрафта: «его воспитывал дедушка, а не отец, он получал образование дома, читая книги в библиотеке деда, у него была безумная матерь, — что являлось клеймом безобразия для мальчика. Случай не соответствует действительности, однако, самооценка, навязанная матерью и чувство того, что он посторонний, полностью отражают самого Лавкрафта». Лавкрафт не дал определённое имя старому Уэйтли, хотя, в сонетах «Грибы с Юггота» упоминается Джон Уэйтли.

## «Мифы Ктулху»
Лавкрафт разработал отдельную мифологическую базу о существах из Иных миров — эти элементы лежат в основе «Мифов Ктулху». Старый Уэйтли повторяет мифы о «Древних» со звезд из рассказа «Зов Ктулху», а в финале появляется гигантское невидимое существо с чертами осьминога. Возможно, это один из известнейших случаев, когда в наш мир проник Древний бог.
Йог-Сотот впервые появляется в романе «Случай Чарльза Декстера Варда», где его имя применяется, как элемент могущественного заклинания. Там же появляется гигантское невидимое существо, убийство которого сопровождается громом и голосом с небес. Колдуны скупают крупные партии скота для существ «Извне», которые источают зловонный запах. В рассказе «Цвет из иных миров» описано аномальное существо из космоса, луч света струящийся в небо, необычайно быстрый рост и мгновенное разложение тела. В рассказе «Из глубин мироздания» первые описаны невидимые существа из Иного измерения. В рассказе «Зов Ктулху» описаны циклопические постройки острова Р’льех, что имеют неописуемую геометрию и законы, не отвечающие законам нашего мира, где обитали существа, противоестественны для нашей природы.
На протяжении всего творчества Лавкрафт упоминает Древних (англ. Old Ones), Старцев (англ. Elder Things), Старейшин (англ. Elder Ones) и похожие названия, но их описание меняется, адаптируясь под изменившиеся интересы автора. В рассказе «Безымянный город» описана древняя раса рептилий. В рассказе «Карающий Рок над Сарнатом» Древние боги описаны как эфемерные сущности Страны снов. В рассказе «Зов Ктулху» Древние описаны как колоссальные инопланетные существа. Лавкрафт был удивлен популярностью имени Ктулху, хотя, он планировал поставить в центр мифов Йог-Сотота. Лавкрафт хотел ввести такое шуточное название, как Йог-Сотерия (подобное эзотерия).
Профессор Армитаж появляется в рассказе Дона Уэбба «На Марс и Провиденс», написанном в жанре альтернативной истории, что увлек юного Лавкрафта. Будучи под впечатлением от романа «Война миров» Герберта Уэллса, Лавкрафт говорил: «Я обнаружил, что идентифицирую себя с одним из персонажей, пожилым учёным, который, наконец, борется с угрозой ближе к концу».
Уилбур читает заклинания на языке Акло, — этот язык использовался многими авторами с момента его первого упоминания в 1899 году в рассказе «Белые люди» Артура Мэкена. Язык Акло упоминается в романе «Случай Чарльза Декстера Варда» и рассказе «Обитающий во Тьме». Уилбур унаследовал от матери и деда некоторые черты лица, но внешне разительно отличался. У гигантского невидимого чудовища были черты лица Старого Уэйтли — эта деталь намекает на связь колдунов и Древних. Старый Уэйтли предсказал, что Уилбур прокричит имя отца с холма, но именно невидимое чудовище взывает с холма к Йог-Сототу. Вероятно, это брат-близнец Уилбура или воплощение инопланетной сущности.

Армитаж видел во сне видения о существах из Иных миров:
ощущалось дуновение мертвенного воздуха из древних гробниц и опасность вторжения невидимых злых существ из иного измерения, которые когда-то хлынули из ущелий Новой Англии, и бродили по вершинам холмов с кругами каменных столбов. Он увидел адские силы в Черном царстве Древних и некого инертного кошмара. 
Лавкрафт описывает «Данвичский ужас» как событие массового психоза или психической эпидемии, — похожее на Процесс над салемскими ведьмами. В Салеме с марта 1692 по май 1693 года под суд попали: Бишоп, Осборн, Кори, Фрай, Филлипс, Хатчинс, Райс и другие.
Лавкрафт основывается на широко распространенных в мифологии Европы легендах о колдунах, вызывающих чудовищ из Иных миров или из-под земли. В рассказе упоминаются языческие ритуалы, шабаш, Хэллоуин, Равноденоствие, Сретение. Сектанты взывают к демонам: Азазелю, Базраэлю, Веельзевулу, Велиалу. Сторожевой холм описан как место сбора колдунов и ведьм для шабаша, где ранее проводили ритуалы индейцы.
Мифология Древнего Египта часто служит фоном для «Лавкрафтовских ужасов», а также её использовал Эдгар По, последователем которого является сам Лавкрафт. По одной из легенд Великая жрица Хереду-Анх родила Имхотепа в ночь, когда заснула в храме в Мендесе, от внеземного отца, — Ра, который воплотился в её чреве. Египтяне верили, что после смерти душа проходит «Врата в Иной мир», что находятся в небе, у Полярной звезды, и там встречает божеств. В рассказе упоминается ключ от «Врат в Иной мир» и «Книга Мертвых».

## «Страна Лавкрафта»

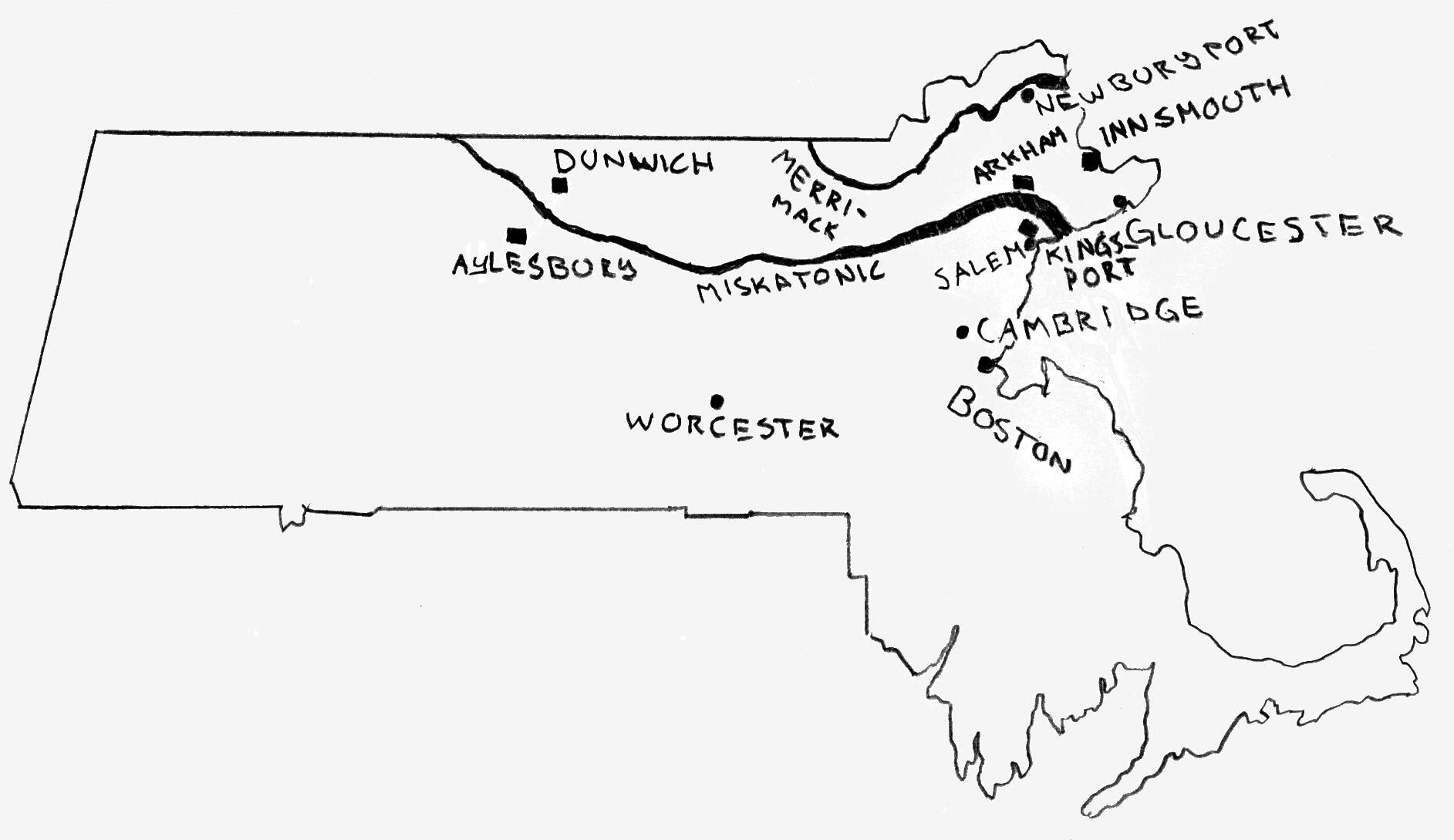
«Страна Лавкрафта»

Лавкрафт в письме к Августу Дерлету писал о Данвиче: 
Данвич занимает место среди куполообразных холмов и диких полей в долине за рекой Мискатоник, что к северо-западу от Аркхема и основан на нескольких старых легендах Новой Англии — одну из которых я услышал только в прошлом месяце во время моего пребывания в Уилбрахаме (город к востоку от Спрингфилда). 
По одной из этих легенд — волынщики могут захватить душу умирающего. 
Кое-где можно увидеть засеянные поля, но их немногочисленность и скудость с ходу повергают вас в состояние глубокого уныния, как и удручающее однообразие жалких, невообразимо старых лачуг. Путь вам пересекают овраги и ущелья, в низинах лежат заболоченные луга, где по ночам слышны крики козодоев, светлячков и лягушек. 
В другом письме Лавкрафт написал, что: «Данвич — расплывчатое эхо декадентской сельской местности Массачусетса вблизи Спрингфилда — скажем, это Уилбрахам, Монсон и Хэмпден». Считается, что локальной моделью Данвича и Сторожевого Холма является Гора Уилбрахам, которая расположена недалеко от города Уилбрахам. Роберт Прайс отмечал, что «большая часть физического описания сельской местности Данвича является точным очерком Уилбрахама», ссылаясь на отрывок из письма Лавкрафта к Зелии Бишоп, в котором точно так же «описан отрывок из самого „Ужаса Данвича“»: 
Данвич — небольшая деревушка, зажатая между рекой и вертикальным склоном Круглой горы. Поселение это представляет собой скопище жалких лачуг под островерхими двускатными крышами, что были возведены не одну сотню лет назад и сильно обветшали. Многие из домов давно уже опустели и того гляди рухнут, а в древней церквушке с обломанным шпилем нашла себе приют убогая лавчонка — единственное торговое заведение, обслуживающее жителей этого поселка. В ноздри вам ударяет отвратительный затхлый запах — дух тлена, что веками подтачивает дома и улицы выморочной деревушки. Два столетия тому назад, разговоры о кровавых шабашах ведьм, поклонении Сатане и жутких обитателях лесов вызывали у приступы суеверного ужаса. Этот страх основывается суевериях, которым так подвержены деградировавшие за долгие годы глухой изоляции обитатели медвежьих углов Новой Англии. Почти полная их отрезанность от внешнего мира и, как следствие, большое количество родственных браков сделали свое дело — жители этой затерянной глубинки давно уже выродились в особую расу, отмеченную явными признаками умственного и физического упадка. 
Лавкрафт часто переносит города из Англии в состав США. Данвич можно найти на карте Великобритании.
В рассказе указаны связи с другими регионами штата Массачусетс: область вокруг города Атол и точки на юге, а в северо-центральной части штата находится сам Данвич. Дональд Р. Бурлесон отмечает, что несколько имён, упомянутых в рассказе, включая епископа, Фрая, Сойера, Райса и Моргана, — имена выдающихся жителей Атола, связанные с историей города. В Атоле есть ферма «Стража Вяза», — чье название, кажется, тоже может быть источником названия «Сторожевой холм». В рассказе упоминается «Логово Медведя», — что напоминает настоящую пещеру с тем же названием, которую Лавкрафт посетил в Северном Новом Салеме, к юго-западу от Атола. Новый Салем, как и Данвич, был основан поселенцами из Салема — хотя, в 1737 году, а не в 1692 году.
Чарльз Скиннер в книге «Мифы и легенды о нашей собственной земле» описывает «Дьявольский двор» возле Хаддама, штат Коннектикут, как место сбора ведьм. Похоже, Лавкрафт прочёл книги, где описывают мистические шумы, исходящие из-под земли возле Мудуса, штат Коннектикут.
По словам С. Т. Джоши, «точно неизвестно, откуда Лавкрафт взял имя Уэйтли», но есть небольшой городок под названием Уэйлит на северо-западе штата Массачусетс, недалеко от тропы ирокезов, который Лавкрафт посещал несколько раз, в том числе и летом 1928 года.

## Запретные книгии авторы
- «Некрономикон» (англ. Necronomicon) Абдул Альхазреда — самая известная книга в «Мифах Ктулху»
- «Демонолатрия» (англ. Daemonolatreia) Ремигия — упоминается в рассказе «Праздник», появляется в творчестве Роберта Блоха.
- «Полиграфия» (англ. Trithemius’ Poligraphia) Тритемиуса.
- «Таинственными буквенными записями» или «Про скрытую значимость отдельных букв» (англ. De Furtivis Literarum Notis) Джамбаттист Порта.
- «Особенности шифров» (англ. Traité des Chiffres) Де Вигенер.
- «Криптографические исследования» (англ. Cryptomenysis Patefacta) Джон Фальконер.
- Трактаты 18 столетия (англ. Davys’ and Thicknesse’s eighteenth-century treatises) Дэвис и Фикнесс.
- Современные работы крупнейших специалистов (англ. Fairly modern authorities) Блэр, фон Мартен.
- «Криптографик» (англ. Kryptographik) Клюбер.

### Дневник Уилбура
- Акло Саваоф (англ. Aklo for the Sabaoth) — особый ритуал или заклинание. Роберт Блох позже будет упоминать нечто похожее в названии книги «Кабала Саваофа».
- Дхо (англ. Dho) и Дхо-Хна (англ. Dho-Hna) — уникальный знак, отдаленно напоминает связь двух формул («Головы дракона» и «Хвоста дракона») из романа «Случай Чарльза Декстера Варда».
- Ир и Нххнгр (англ. Yr and Nhhngr) — уникальные знаки, возможно, указывают «период и определенный промежуток времени».
- Знак Вууриш (англ. Voorish Sign) — известен из древнего европейского фольклора и колдовства. Знак упоминают такие авторы как: Артур Мэкен, Колин Уилсон, Дэвид Лэнгфорд, Роберт Тернер.
- Ибн Гази (англ. Ibn Ghazi) — мистик с арабским именем, который изобрел некий порошок.

## Связь с другими произведениями
В романе «Случай Чарльза Декстера Варда» упоминается Йог-Сотот, гигантское невидимое существо, заклинания на Акло, ритуалы на холмах, невидимые существа из «Иного мира», а также «Наблюдатели и часовые».
В повести «Сомнамбулический поиск неведомого Кадата» упоминаются Древние боги, Невидимые часовые, нечеловеческие существа, которые скрывают под одеждой рога и копыта.
В рассказе «Цвет из иных миров» описаны ужасные события, именуемые «Странные дни» — это название похоже на название событий «Данвический кошмар».
В рассказе «Затаившийся Страх» описано изолированное поселение в горах, где гром вызывал чудовищ из под земли.
В рассказе «Пёс» описано невидимый призрачный пес, а также впервые упоминается «Некрономикон».
В рассказе «Праздник» описан ритуал равноденствия.
В рассказе «Загадочный дом на туманном утёсе» упоминается название Сторожевой холм.
В рассказе «Тень над Иннсмутом» описан город на берегу, где жили семьи Маршей и Бишопов.
Жители Данвича планируют вооруженные действия — подобный прием встречается в рассказах: «Полярная звезда», «Страшный старик», «Улица», «Сомнамбулический поиск неведомого Кадата» и «Случай Чарльза Декстера Варда».
Магия индейцев упоминается в рассказах: «Он», «Модель для Пикмана», «Загадочный дом на туманном утёсе», «Серебряный ключ» и романе «Случай Чарльза Декстера Варда».

## Экранизации
- «Ужас в Данвиче» (1970).
- «Ужас в Данвиче» (2009).
- «Данвичский ужас и другие произведения Лавкрафта» (2010).
- «Урод в замке» (2020) — формальный ремейк одноименного фильма 1995 года, но большая часть сюжета заимствована из «Ужаса Данвича». Также Генри Армитаж — один из персонажей.

## Комментарии
1. ↑  Здесь и далее все имена и названия приводятся по переводу Е. Мусихина.